# Gerónimo Baqueiro Fóster

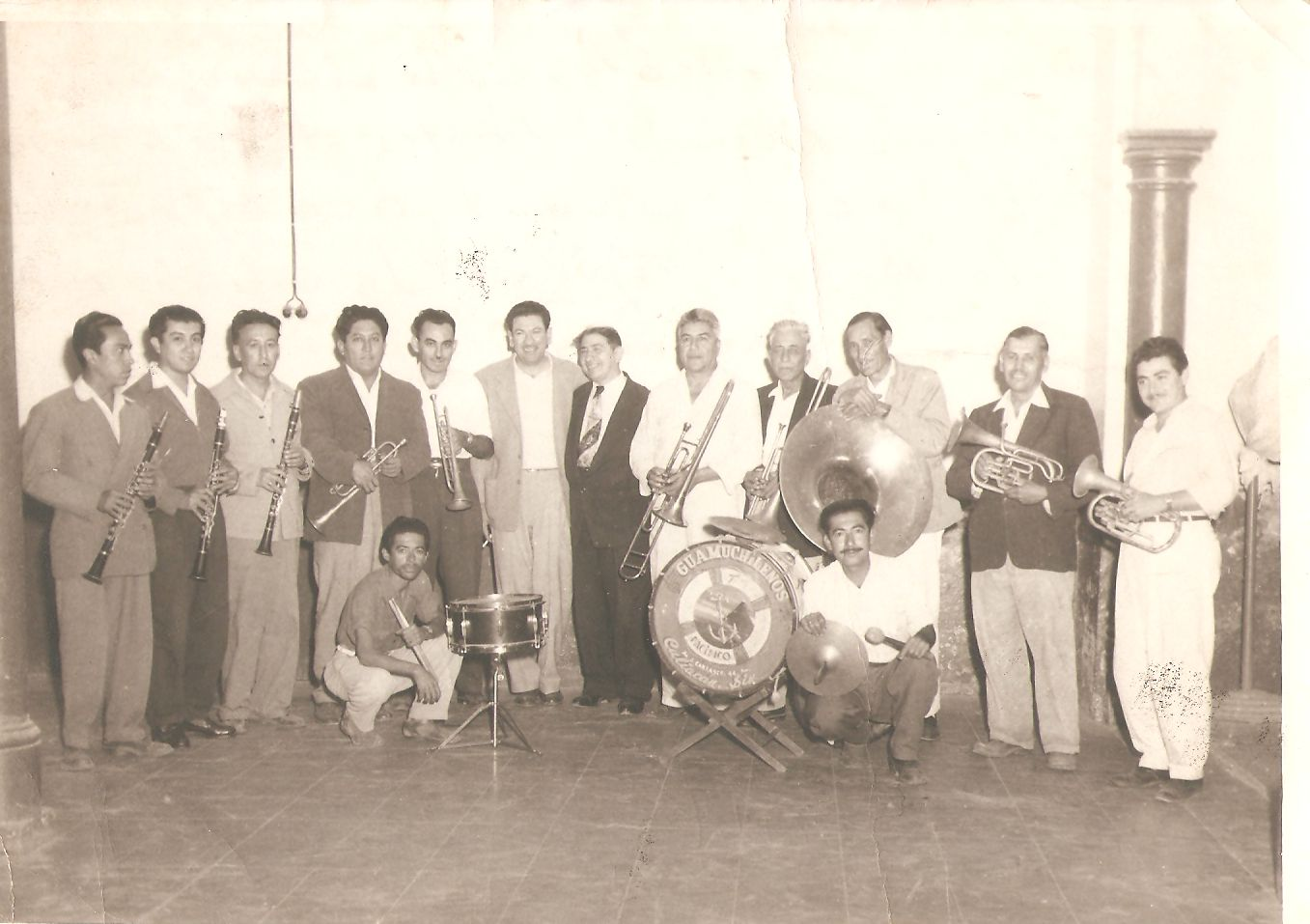
Gerónimo Baqueiro en el centro, junto a la banda típica La Guamuchileña

Gerónimo Baqueiro Fóster (1892, Hopelchén, Campeche - 1967, Ciudad de México) fue un músico, arreglista, compositor, cronista y crítico mexicano, de música tradicional y música académica.
Realizó el bachillerato en Mérida, Yucatán, donde comenzó su formación como músico. Descendía del trovador yucateco Cirilo Baqueiro Prevé, “Chan Cil”. Aprendió a tocar instrumentos como flauta, oboe, violín, mandolina, contrabajo, trombón y guitarra. En 1921 se trasladó a la Ciudad de México para continuar sus estudios. A su llegada lo contrataron para tocar en la orquesta del Teatro Abreu y posteriormente ingresa como flautista a la Banda de Música del Colegio Militar. En 1922 ingresa al Conservatorio Nacional de Música donde estudió oboe con el profesor Julio Ávila y composición con Julián Carrillo.
Como compositor es autor de obras como: Lentamente, Olas grises, La Corneja, La mañana de la Cruz y Danzantina. Sus principales obras como arreglista son Suite Veracruzana, dedicada a la Orquesta Sinfónica de Xalapa, y Huapango, obra que dirigió Carlos Chávez en 1940.
Como cronista y crítico musical, publicó más de 6000 artículos en más de 60 diarios y revistas de todo el país, de 1923 a 1967.